# Gregory Crane
Gregory R. Crane (né le 29 octobre 1957) est un philologue classique et un spécialiste américain d'humanités numériques. Il est l'éditeur en chef du Perseus Project.

## Formation et carrière
Gregory Crane étudie la philologie classique à l'université Harvard, où il obtient son doctorat en 1985. À partir de 1985, il est impliqué (en tant que co-directeur) dans le Perseus Project dont il devient éditeur en chef en 1988. En 1985, il devient assistant professeur en philologie classique à Harvard. En 1992, il est assistant professeur à l'université Tufts : en 1998, il devient full professor et il est actuellement directeur du département d'études classique (depuis 2024) de Tufts.
En 2010, Crane obtient le Google Digital Humanities Award pour son travail en humanités numériques. Depuis 2013, il est titulaire d'une Chaire Alexander von Humboldt à l'université de Leipzig.

## Publications
- Livy, Augustus, and the First Four Kings of Rome: A Study in Roman Historiography. Bachelorarbeit, Harvard University 1979
- Calypso. Stages of Afterlife and Immortality in the Odyssey. Dissertation, Harvard University 1985
- The Blinded Eye: Thucydides and the New Written Word. London 1996
- Thucydides and the Ancient Simplicity. The Limits of Political Realism. Berkeley/Los Angeles 1998
- Perseus One Point Zero Manual: Interactive Sources and Studies on Ancient Greece, editor,  Yale University Press 1992.